# 별책 코로코로 코믹
《별책 코로코로 코믹》(別冊コロコロコミック 베사츠 고로코로 고밋쿠[*])는 일본의 쇼가쿠칸에 의해 발행되는 아동 만화 잡지이다. 1981년 5월 15일 창간 이래 짝수월 30일마다 제호를 발행하고 있으며 쇼가쿠칸이 발행하는 다른 아동 만화 잡지로는 "월간 코로코로 코믹"과 "코로코로 이치반!"이 있다.

## 발행 정보
정식 명칭은 「별책 코로코로 코믹 Special」이지만 통칭인 「별책 코로코로」또는 「코로스삐」로 불리고 있다. 한편 자매지인 「월간 코로코로 코믹」과의 구별을 위해 잡지 내에서는 「별책 코로」 라는 명칭이 쓰여져 있는 경우도 있다.
단편 작품이 많으며 특히나 신인 만화가의 데뷔작이 많이 개재된다. 인기 작품은 「월간 코로코로 코믹」 등에도 게재되는데 주요 인기작인 「포켓 몬스터」나 「더 · 도라에몽즈」 등의 히트작도 만들어지고 있다.

## 연재작 목록
2015년 4월 현재 2년 이상 연재 시작 작품
| 작품 타이틀                                             | 작화 담당 및 원작자 | 연재 시작호  | 변동 사항 |
| ------------------------------------------------------- | ------------------- | ------------ | --------- |
| 슈퍼 마리오군·수퍼 와리오군 (スーパーマリオくん)        | 사와다 유키오       | 1991년02월호 |           |
| 이상한 포켓몬 삐삐 (ポケットモンスター)                 | 아나쿠보 코사쿠     | 1997년02월호 |           |
| 지우개군 (ケシカスくん)                                 | 무라세 노리유키     | 2004년08월호 |           |
| 위험최강 단기 할아버지 (絶体絶命でんぢゃらすじーさん邪) | 소야마 카즈토시     | 2010년06월호 |           |
| 듀얼 마스터즈 빅토리! (デュエル･マスターズ ビクトリー)  | 마츠모토 시게노부   | 2011년06월호 |           |
| 날아라 동물의 숲 (とびだせ どうぶつの森)                | 오사키 료헤이       | 2012년10월호 |           |
| 마석상인 라피즈 라즐리 (魔石商ラピス・ラズリ)           | 사쿠라 나오키       | 2012년10월호 |           |
| 대집합! 우리들의 오레카 (大集合!オレたちオレカ!)        | 고토 히데키         | 2012년12월호 |           |
| 조조조 좀비 ~ 군 (ゾゾゾ ゾンビ〜くん)                  | 나가토시 야스나리   | 2013년04월호 |           |
| 진짜로 !! 성실한 군! (マジで!!まじめくん!)              | 츠치다 신노스케     | 2013년06월호 |           |
| 요괴워치 (妖怪ウォッチ)                                 | 코니시 노리유키     | 2013년08월호 |           |

## 발행 부수
|        | 1〜3월     | 4〜6월     | 7〜9월     | 10〜12월   |
| ------ | ---------- | ---------- | ---------- | ---------- |
| 2008년 |            | 170,000 부 | 170,000 부 | 190,000 부 |
| 2009년 | 170,000 부 | 170,000 부 | 160,000 부 | 192,500 부 |
| 2010년 | 175,000 부 | 180,000 부 | 186,500 부 | 187,500 부 |
| 2011년 | 160,000 부 | 155,000 부 | 135,000 부 | 145,000 부 |
| 2012년 | 130,000 부 | 140,000 부 | 120,000 부 | 145,000 부 |
| 2013년 | 125,000 부 | 147,500 부 | 120,000 부 | 150,000 부 |
| 2014년 | 135,000 부 | 179,000 부 | 200,000 부 | 265,000 부 |
| 2015년 | 250,000 부 |            |            |            |

## 관련 잡지
| 고단샤(강담사) - 월간 소년 매거진 - 월간 소년 라이벌 - 주간 소년 매거진 | 쇼가쿠칸(소학관) - 월간 소년 선데이 - 소년 선데이 수퍼 - 주간 소년 선데이 |